# Biogon
Le Biogon est un objectif photographique mis au point en 1934 par Ludwig Bertele chez Zeiss. Inspiré par les travaux de Roosinov, Bertele dessine d'abord l'Aviogon alors qu'il travaille chez Heerbrugg en Suisse en 1952. Il s'agit d'un objectif destiné à la prise de vue aérienne, qui minimise les distorsions. Zeiss demande ensuite à Bertele d'adapter cette formule optique pour des objectifs destinés aux appareils photographiques Contax et Hasselblad. Les Biogons sont généralement des objectifs grand angle.
L'objectif est constitué d'une partie centrale compacte de vergence positive, encadrée par deux larges ménisques divergents.
En raison de la faible distance focale arrière, ce type d'objectif n'est pas compatible avec les appareils photographiques reflex.

## Histoire

### Biogon(I), 1934

Biogon (I) et détails
Zeiss Biogon [I] de Ludwig Bertele (1934), du brevet US 2,084,309[1]
Wild Aviotar de Ludwig Bertele (1947), du brevet US 2,549,159[2]
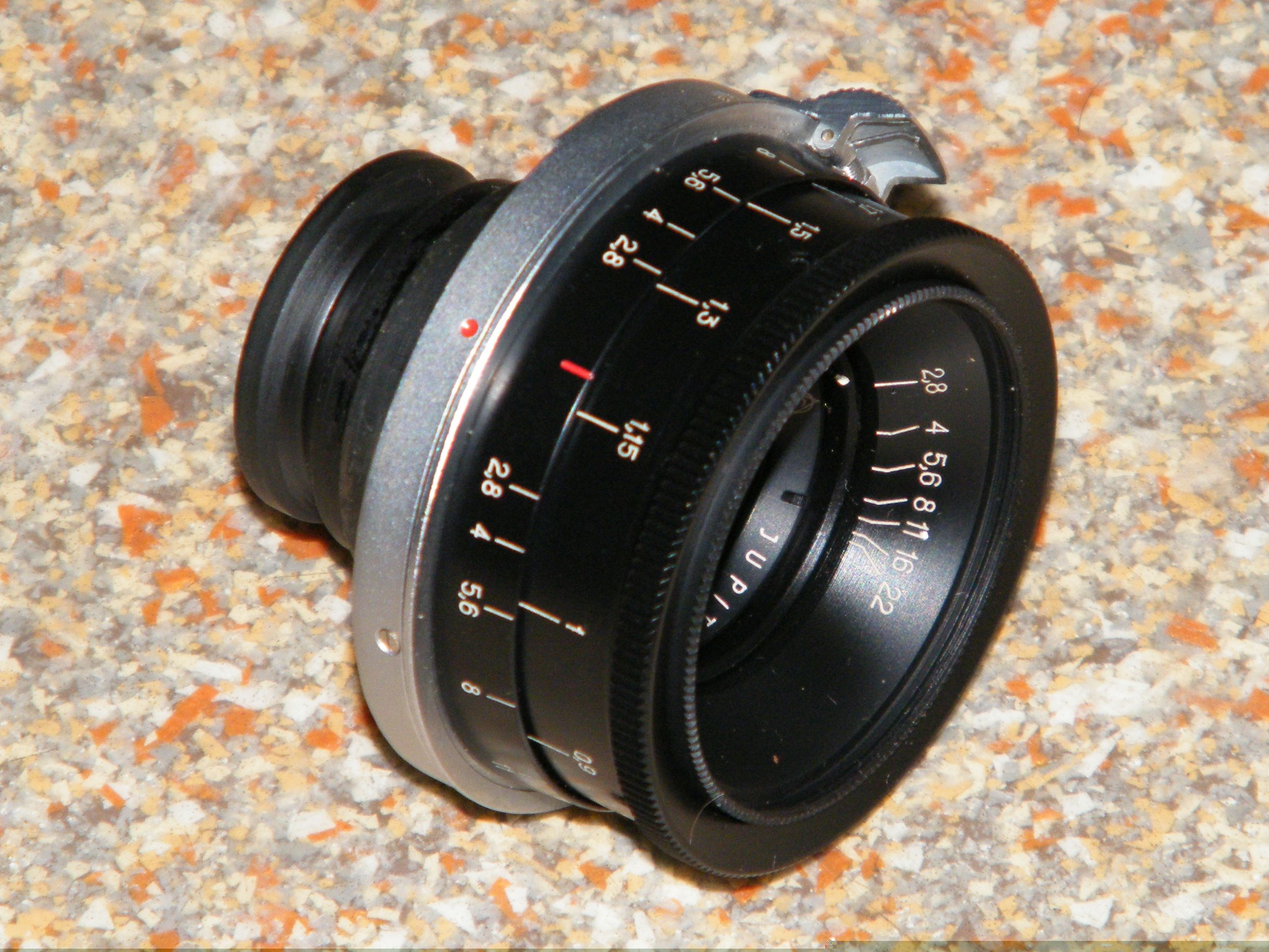
Lentille KMZ Jupiter-12

Le premier objectif Biogon (2,8 / 3,5 cm, conception asymétrique comportant sept éléments en quatre groupes) a été conçue en 1934 par Ludwig Bertele alors qu'il travaillait pour Zeiss, comme une modification de sa conception antérieure Sonnar (1929). Le Biogon fut commercialisé par Zeiss Ikon Dresde avec l'appareil photo télémétrique Contax. Il a été produit par l'entreprise à partir de 1937 environ, en premier lieu à Iéna, puis à Oberkochen, avec une version revisitée.
Bertele réutilisera plus tard le design pour le Wild Aviotar. Après la Seconde Guerre mondiale, le fabricant soviétique de lentilles Krasnogorsky Zavod (KMZ) réutilisa également le design Biogon pour la lentille Jupiter-12.

### Biogon(II), 1951

Biogon (II) et antécédents
Le Schneider Angulon de A. W. Tronnier (1930), du brevet US 1,882,530
Le Zeiss Topogon de R. Richter (1933), du brevet US 2,031,792
Lentille Roosinov (1946), du brevet US 2,516,724
Lentille Wild Aviogon de L. Bertele (1950), du brevet US 2,734,424
Zeiss Biogon par L. Bertele (1951), du brevet US 2,721,499

Dans les années 1930, des objectifs grand angle symétriques avec ménisques tournés vers l'objet et l'image furent développés, notamment l'Angulon Schneider Kreuznach (A. W. Tronnier, 1930) avec deux ménisques négatifs externes, dérivé du Goerz Dagor ( Emil von Höegh, 1892); et le Zeiss Topogon (R. Richter, 1933) avec deux ménisques positifs externes, dérivé de l'Hypergon de Goerz (1900),. Ces concepts ont été combinés dans une conception d'objectif super grand angle symétrique utilisant des téléobjectifs inversés en miroir, comme breveté par Rossinov en 1946.
En 1950, Bertele conçoit le Wild Aviogon comme un objectif grand angle similaire hautement symétrique avec une large couverture angulaire. L'année suivante, en 1951, Bertele conçoit un nouveau Biogon avec un angle de vue de 90° (Très Grand Angle, "Super Wide Angle" en anglais). Le Biogon est décrit comme un Aviogon plus simple. Par rapport à l'Aviogon, ce dernier supprime un élément de ménisque et simplifie le groupe de lentilles devant l'ouverture.
Les premiers objectifs Biogon de production régulière sont fabriqués à partir de 1954 sous le nom de 4,5/21 mm pour Contax, la même année 4,5/38 mm pour Hasselblad Super Wide, et de 1955 à 1956 avec le nom 4,5/53 mm et 4,5/75 mm pour Linhof. Le brevet original couvrait trois variantes de lentilles différentes, chacune avec une ouverture maximale différente:  f/6.3,  f/4.5, et  f/3,4.

Détails du Biogon (II) retrofocus
Le Weitwinkelobjektiv d'AEG (1932), du brevet DRP 620,538
Le Zeiss Sphaerogon de Merté (1935), du brevet US 2,126,126
L'Angénieux Retrofocus (1950), du brevet US 2,649,022
L'objectif grand angle ("Wide-angle lens") de Bertele (1952), du brevet US 2,730,016

L'arrivée du Biogon ouvrit la voie à des objectifs grand angle plus extrêmes. Bertele continua de développer sa conception, en brevetant un objectif grand angle asymétrique en 1952 qui couvre un angle de vue de 120° « et au-delà, pratiquement sans distorsion ». Pour ce faire, il ajoute un élément frontal à ménisque négatif puissant au design du Biogon, montrant ses influences des conceptions d'objectifs fisheye antérieures, notamment l'AEG Weitwinkelobjektiv (1932), le Zeiss Sphaerogon (1935, Willy Merté (de)), et le Rétrofocus Angénieux (1950).

## Exemples

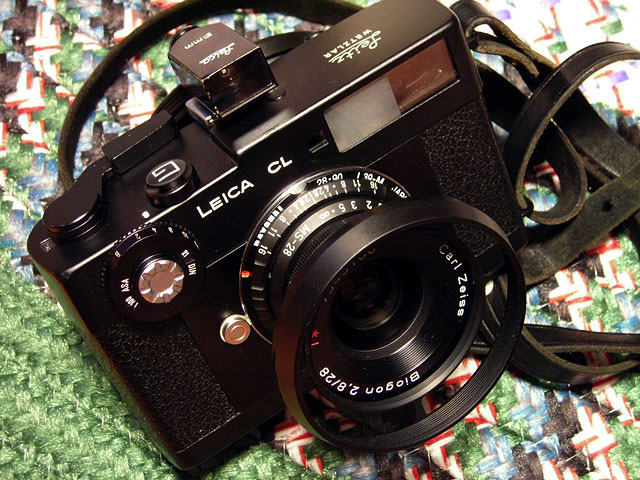
Leica CL avec objectif Carl Zeiss Biogon 2,8 / 28 mm

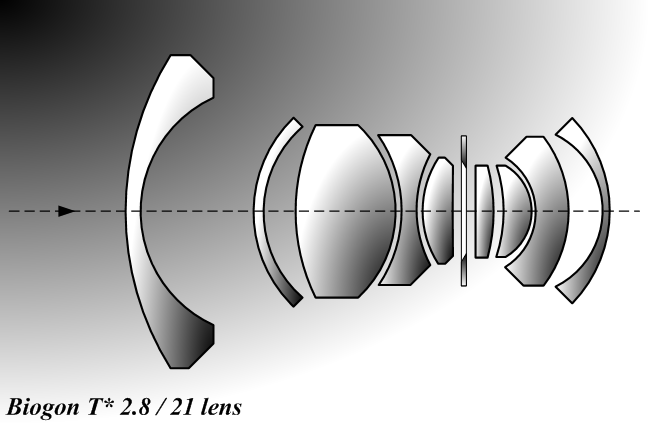
Objectif Zeiss Biogon 2,8/21 mm

Depuis leur entrée sur le marché, les objectifs commercialisés comme Biogon sont généralement de conception grand angle approximativement symétrique (« semi-symétrique ») avec un angle de vue utilisable de 90° ou plus. À 90°, la distance focale est environ la moitié de la diagonale du format utilisé.
Des fabricants d'appareils photographiques connus comme Hasselblad commercialisent ou ont commercialisé des objectifs dérivés du Biogon.
- Biogon 1:2,8 f = 21 mm, angle de 90° (fichier PDF; 65 (ko)
- Biogon 1:4,5 f = 21 mm, T* Classique, angle de 90° (fichier PDF; 282 (ko)
- Biogon 1:2,8 f = 25 mm, angle de 82° (fichier PDF; 292 (ko)
- Biogon 1:2,8 f = 28 mm, angle de 75° (fichier PDF; 182 (ko)
- Biogon 1:2,0 f = 35 mm, angle de 63° (fichier PDF; 266 (ko)
- Biogon 1:4,5 f = 38 mm CFi pour Hasselblad ( Format moyen ; fichier PDF ; 166 (ko)
- Biogon 1:4,5 f = 53 mm, diamètre de l'image de 115 mm, pour les caméras professionnelles jusqu'au 6 × 9 cm
- Biogon 1:5,6 f = 60 mm pour Hasselblad ( Moyen Format, incluant la mission lunaire Apollo, fichier PDF, 857 Ko); Fichier PDF; 857 (ko)
- Biogon 1:4,5 f = 75 mm, diamètre de l'image de 153 mm, angle de 92°, pour appareils photo professionnels grand format jusqu'à 4 × 5 pouces

### Influences

Lentilles super grand-angle symétriques similaires au Biogon (II)
La Schneider Kreuznach Super-Angulon de Klemt (1954), du brevet US 2,781,695
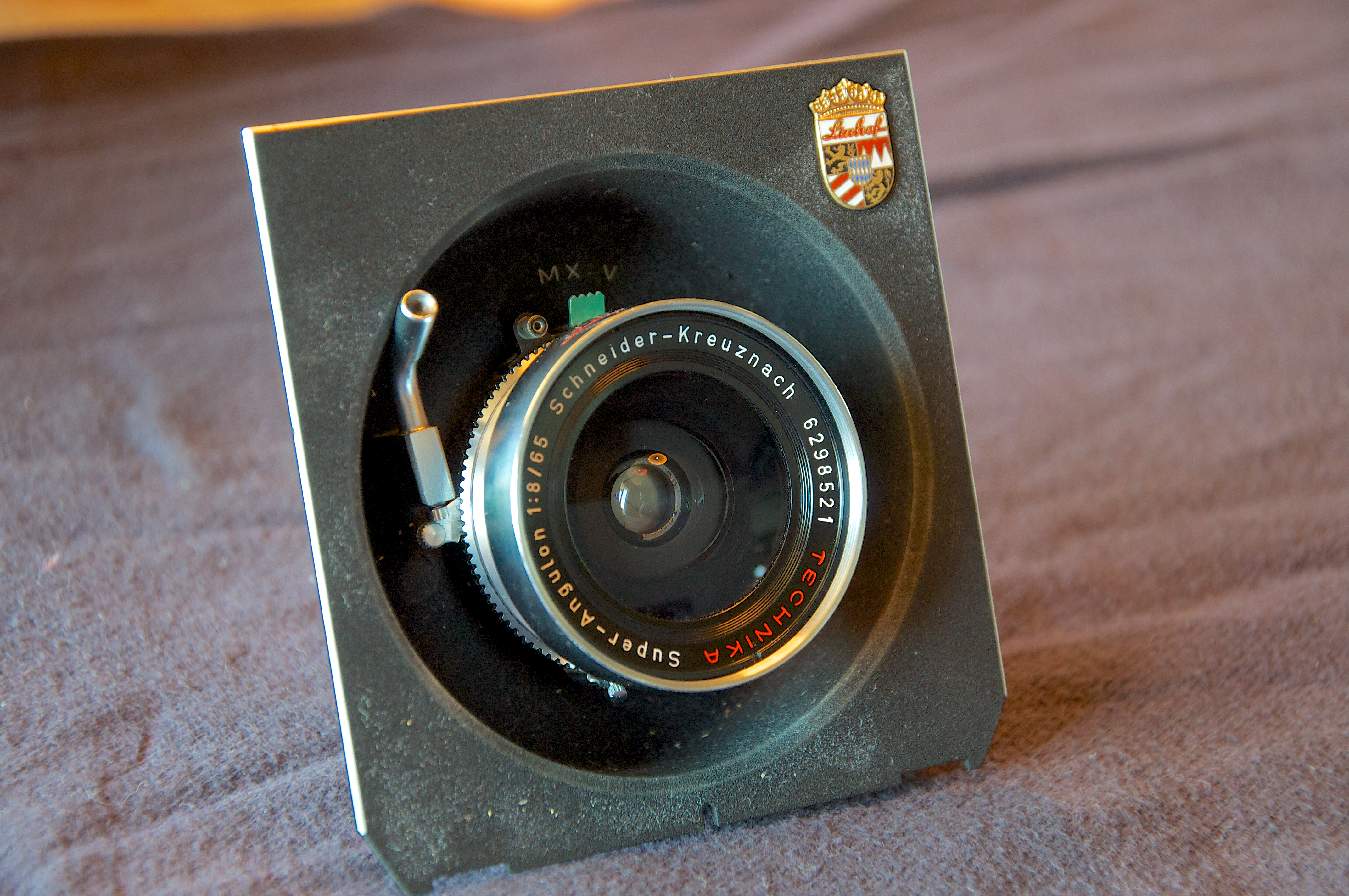
La Schneider Kreuznach Super-Angulon 65 mm pour les caméras Linhof
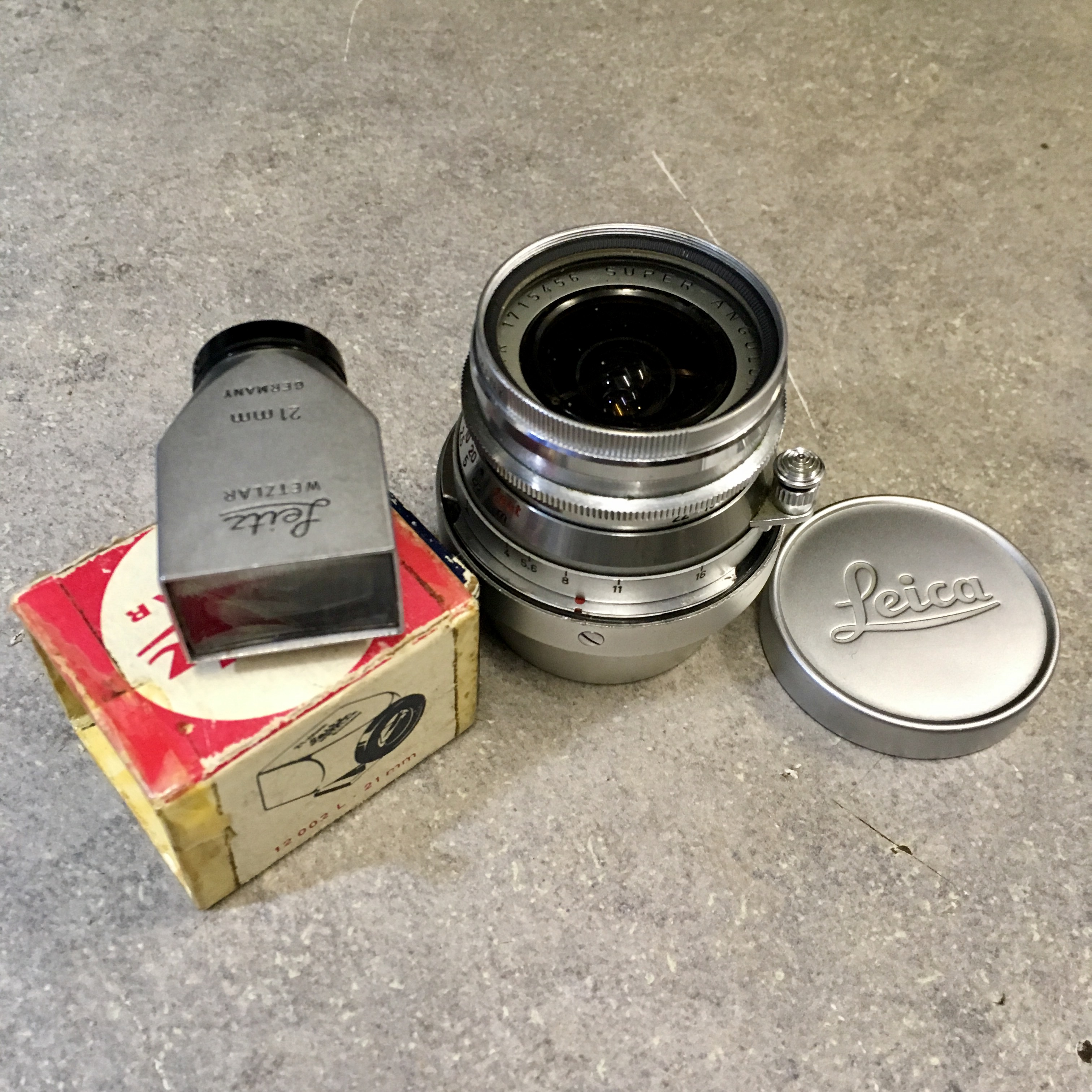
La Super-Angulon 21 mm  pour les télémètres Leica à monture M39
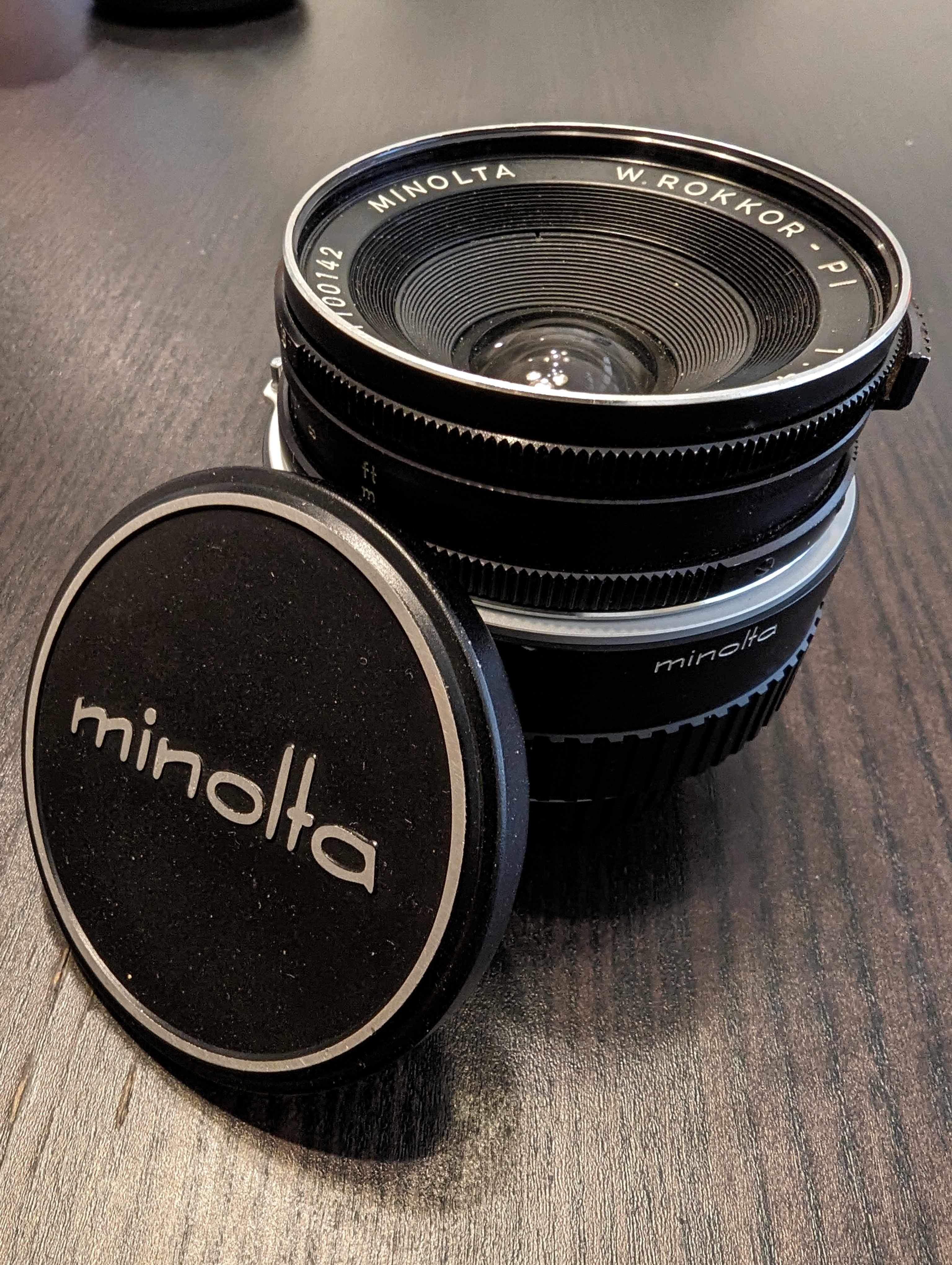
La W.Rokkor-PI 21 mm  pour les montures Minolta SR
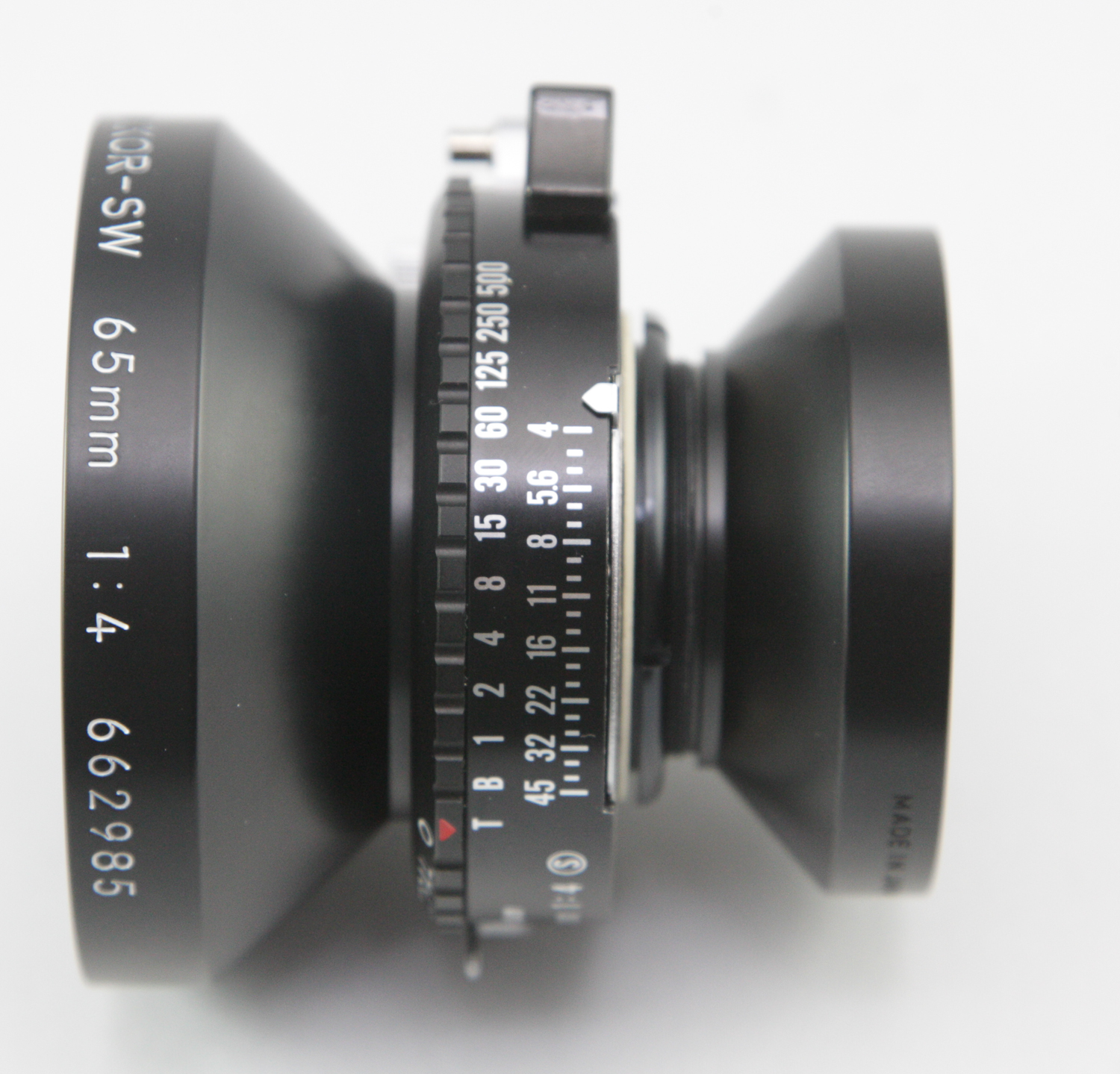
La Nikkor-SW 65 mm  pour caméras à large format

Plusieurs sociétés développèrent et vendirent des objectifs super grand angle hautement symétriques similaires au Biogon, dont:
- Le Super-Angulon, vendu par Schneider Kreuznach pour les caméras grand format[14] et sous licence par Leica Camera en tant qu'objectif 21 mm f/4 pour appareils photo télémétriques à monture à vis Leica[15] et ultérieurement l'objectif f/3.4 pour montures télémétriques M[16],[17] et R[18] ; un Super-Angulon-R 21 mm f/4 a été introduit quelques années plus tard, en utilisant une conception rétrofocus, car la conception symétrique précédente nécessitait que le miroir soit verrouillé[19].
- Le Grandagon, vendu par Rodenstock pour les appareils photo grand format[20].
- Le Nikkor-O 2.1 cm f/4, vendu par Nikon en monture télémétrique S et F SLR ; avec le Nikon F, l'objectif doit être utilisé avec le miroir verrouillé[21]. Celui-ci a été remplacé pour les reflex par le Nikkor-UD 20 mm f/3.5 rétrofocus[22]. Nikon a également vendu la gamme Nikkor-SW d'objectifs super grand angle hautement symétriques pour appareils photo grand format[23],[24].
- Le W.Rokkor-PI et le W.Rokkor-QH 21 mm f/4, vendus par Minolta en monture SR[25],[26], qui furent remplacés par l'objectif rétrofocus W.Rokkor-NL, qui ne nécessitait pas de verrouillage du miroir[27].
- Le Fujinon-SW, une conception à six éléments et quatre groupes similaire au Super Angulon vendu par Fujifilm pour sa gamme d'appareils photo télémétriques moyen format Fujica (G690/BL, GM670, GSW6xx)[28] et ses appareils photo grand format ; une version améliorée (8e/4g) pour les appareils photo grand format avec une couverture légèrement supérieure a été vendue sous le nom de Fujinon-SWD[29].

Günter Klemt dépose le brevet du Super-Angulon pour Schneider en 1954, citant celui de Rossinov de 1946 (ni les brevets Wild ou Zeiss de Bertele furent cités). La conception de ce dernier partage le même design à six éléments et quatre groupes avec des doublets cimentés internes flanqués de grands éléments à ménisque négatifs, divergeant considérablement des conceptions Aviogon ou Biogon de Bertele. Le Super-Angulon présente plus de similarités avec l'Angulon précédent, conçu par Albrecht Tronnier pour Schneider en 1930 comme un autre objectif grand angle hautement symétrique avec deux triplets cimentés. Par la suite, un brevet de 1957 de Klemt, en collaboration avec Karl Heinrich Macher, perfectionne la conception du Super Angulon pour Schneider, citatant les brevets de Bertele.
Wild continua de perfectionner l'Aviogon et déposa un brevet pour un design simplifié en 1952. Ce brevet, à son tour, fut cité par les Dr. Erhard Glatzel et Hans Schulz dans leur brevet de 1966 pour l'Hologon.

## Source
- (en) Rudolf Kingslake, A History of the Photographic Lens, Boston, Academic Press, 1989, 334 p. (ISBN 0-12-408640-3, présentation en ligne)